# Circuit Andorra
Circuit Andorra is een racecircuit dat op de bergpas Port d'Envalira in Encamp, Andorra ligt.

## Geschiedenis
Het circuit werd gebouwd in 1999 en ligt op een hoogte van 2400 meter boven zeeniveau en is daarmee het hoogst gelegen permante circuit te wereld. Doordat het zo hoog ligt heeft het circuit de mogelijkheid om in de winter races te organiseren op ijs en in de zomer op asfalt.
In de zomer wordt het circuit vooral gebruikt voor testings op hoogte.